# Essel Group
Essel Group, (también conocido como Zee Group) es un conglomerado multinacional con sede en Bombay, Maharashtra, India, que actúa como holding y promotor corporativo. La empresa tiene intereses comerciales en medios de comunicación de masas, infraestructura y embalaje. Opera la subsidiaria Zee Media Corporation.
Fundada en 1926 como Messrs Ramgopal Indraprasad por Jagannath Goenka, la empresa fue expandida y convertida en Essel Group of Industries por su nieto, Subhash Chandra. Chandra forma parte de la familia Goenka (Goel) que posee y opera el grupo; también fue presidente de la compañía y un exmiembro del Rajya Sabha.
En 2019, al enfrentar problemas financieros, Essel vendió varias de sus propiedades, incluidas Essel Propack y participaciones de Zee Entertainment Enterprises.

## Historia

### 1926-1967
En 1926, Jagannath Goenka fundó Messrs Ramgopal Indraprasad como una firma comercial para comerciar con granos en el mercado de productos de Adampur, Hisar. En 1946, debido a su pobre desempeño en Adampur, la empresa se trasladó a la ciudad de Hisar. En 1948, Goenka intentó expandir el negocio instalando una fábrica de pulido de guisantes en Delhi, pero sufrió grandes pérdidas, lo que lo obligó a cerrar las operaciones en Delhi en 1951. Se trasladó la maquinaria de Delhi a Hisar, donde logró unos beneficios constantes vendiendo granos enteros pulidos a Guyarat y el sur de la India. En 1966, la empresa estaba operando un molino de dal y dos fábricas desmotadoras.

### 1967-1992
En 1967, el negocio sufrió una serie de pérdidas, dejando a la familia Goenka en un déficit neto de 600.000 rupias (equivalente a 32 millones de rupias o 400.000 dólares estadounidenses en 2023). Entre 1967-1968, las conexiones de los Goenka en la Corporación de Alimentos de la India ayudaron a la familia a obtener no sólo un contrato para suministrarle productos pulidos y granos de cebada limpia, sino también un contrato posterior para el almacenamiento de granos alimenticios.
En 1973, el control de la empresa pasó a manos de Subhash Chandra, nieto de Jagannath Goenka.
En 1976, la empresa cambió su nombre por el de Essel Group. Tras adquirir un contrato de almacenaje con la FCI en el mismo año, Essel estableció una nueva subsidiaria, Lamina Packers, para fabricar materiales de embalaje. En 1981, Essel obtuvo lucrativos contratos de exportación de arroz y soya como resultado de los acuerdos comerciales Indo-URSS. Según una estimación de 2014, el patrimonio neto de Essel Group en 1982 superaba los 100 millones de rupias (equivalente a 160 millones de rupias o 20 millones de dólares estadounidenses en 2023).
En diciembre de 1982, Lamina Packers se incorporó como Essel Packaging, lo que marcó el inicio de la aventura plena de Essel Group en la industria del embalaje, con el producto principal siendo las unidades de tubos laminados que se originaron con Lamina Packers. En 1983, el grupo comenzó también a invertir en un futuro parque de diversiones en Bombay. Seis años más tarde, EsselWorld se inauguró, convirtiéndose en el primer parque de diversiones de la India. Aunque el parque se propuso en parte como una señal de que su empresa matriz quería ser una fuerza clave en la industria del entretenimiento, EsselWorld nunca fue rentable hasta su cierre en 2023.

### 1992-presente
A partir de 1992, Essel Group comenzó a mostrar un mayor interés y participación en la industria del entretenimiento. Ese mismo año, se constituyó Zee Telefilms Ltd y luego buscó un lugar donde el contenido de Zee pudiera ser emitido. Zee y Star TV entraron en una asociación comercial llamada Asia Today Ltd, de modo que Zee pudiera alquilar un transpondedor de la red satelital AsiaSat. El acuerdo del transponedor fue firmado en abril de 1992, y Zee TV comenzó a emitir el 1 de octubre. Fue el primer canal de televisión por satélite en hindi de la India, y para 1994 ya había capturado el 65% del mercado de la televisión por satélite. Zee TV mantuvo su liderazgo en el mercado hasta el año 2000.
En 1994, Essel incorporó a Siti Cable como la subsidiaria de distribución de Zee Telefilms. Siti ofrecería servicio de cable a los clientes con el objetivo de expandir la cobertura de los canales por satélite de Zee.
La compañía continuó desarrollando canales de entretenimiento que lograron competir con éxito con la subsidiaria de Star TV, Star India. En 1998, Essel/Zee se volcó hacia la noticiería con Zee News, el primer canal de noticias en hindi en la India que emitía las noticias las 24 horas del día.
En el año 2000, Zee Telefilms llevó a cabo la compra de las acciones de Star TV en Asia Today Ltd, poniendo fin así a la asociación entre ambas empresas. A partir de ese momento, Star India estaba libre de producir programas en hindi con el objetivo de atraer a los espectadores de Zee.
En los años siguientes, Star India no sería la única competencia de Zee. Tanto emisoras internacionales como regionales se comieron parte del porcentaje de mercado de Zee, algunas de manera sustancial. Zee News vio como su dominio del mercado se vio interrumpido por la aparición de canales de competencia como Aaj Tak, Star News y NDTV (después de su propia separación de Star News). En un intento de obtener una ventaja competitiva, Zee Telefilms formó una sociedad en común con Turner Broadcasting System en 2002, para que las ofertas de suscripción de Zee pudieran incluir canales de suscripción de Turner como Cartoon Network, Pogo y HBO junto con los canales de Zee Telefilms. Essel también tenía grandes expectativas en otro mercado y más espectadores, cuando, a través de su subsidiaria Dish TV, lanzó el primer servicio de televisión directa a casa en la India el 2 de octubre de 2003.
En 2006, Essel separó a Zee Telefilms Ltd en tres empresas: Zee News Ltd, la subsidiaria de transmisión de noticias del grupo; Wire & Wireless India Ltd (que posteriormente se rebautizó como Siti Networks), la subsidiaria de distribución de cable; y Zee Telefilms Ltd, que siguió siendo el brazo de transmisión directo al consumidor del grupo. (Sólo un año después, Zee Telefilms Ltd pasó a llamarse Zee Entertainment Enterprises Ltd, y en 2013 Zee News Ltd se convirtió en Zee Media Corporation Ltd.)
A mediados de la década de 2000, Zee Telefilms intentó entrar en la transmisión de deportes en la India, pero resultó ser muy difícil adquirir los derechos de transmisión de críquet. En 2004, Zee consiguió, aunque brevemente, los derechos de la Junta de Control del Críquet en la India (Board of Control for Cricket in India, BCCI), pero el contrato fue cancelado tras una queja legal sobre la conducta de la subasta de los derechos. En 2005, Zee puso en marcha el canal Zee Sports, y al año siguiente compró Taj Television, la empresa que operaba los canales Ten Sports.
Después de años sin conseguir los derechos de transmisión de críquet, en 2007 las empresas de Zee financiaron su propia Indian Cricket League (ICL) y televisaron sus partidos, pero nunca tuvo éxito y se canceló después de dos temporadas. Bajo su propio nombre, Essel Group lanzó el Mumbai Football Club en ese año, el cual, aunque sobrevivió a la inversión de Essel en la transmisión de deportes, había dejado de existir en 2019.
En 2016, Zee decidió reducir sus pérdidas y vendió todos sus activos de transmisión de deportes a Sony. En 2018, la asociación de distribución conjunta con Turner India llegó a su fin.
A finales de 2019, Zee Entertainment Enterprises Ltd (ZEEL) era la única empresa del Grupo Essel que reportaba un beneficio, mientras que el grupo había acumulado una deuda total de alrededor de 20.000 millones de rupias (equivalente a 250 billones de rupias o 3.100 millones de dólares estadounidenses en 2023). A lo largo del año siguiente, Essel Group vendió una parte de sus acciones garantizadas en ZEEL para el pago de parte de su deuda. Invesco Oppenheimer adquirió una participación del 11% en la compañía, mientras que la participación de Essel disminuyó al 22,37%.

## Activos

### Zee Media Corporation (participación del 4,34%)
Zee Media Corporation Limited (abreviada como ZMCL; anteriormente Zee News Limited) es la empresa de transmisión de noticias de Essel Group. La compañía opera una constelación de canales de noticias bajo la marca Zee, incluido el canal de noticias en inglés WION. El canal Zee News es el canal insignia de la empresa. Zee Media Corporation también posee y opera la plataforma de distribución ZEE5.
Participó en una empresa conjunta con Dainik Bhaskar Group para la publicación del periódico Daily News and Analysis, pero el periódico se suspendió en 2019 después de sufrir pérdidas. La corporación también gestiona el Zee Institute of Media Arts (ZIMA), propiedad de Zee Learn, la filial educativa de Essel Group.
Zee Media Corporation era anteriormente una subsidiaria de Zee Telefilms Ltd (más tarde rebautizada como Zee Entertainment Enterprises) y existía bajo el nombre de Zee News Limited. Se separó como empresa independiente de Essel Group en 2006. Zee News Limited pasó a llamarse Zee Media Corporation en 2013.

#### Canales operados por Zee Media Corporation
| Canal                           | Año de lanzamiento | Idioma   | Categoría | Disponibilidad SD/HD | Notas |
| ------------------------------- | ------------------ | -------- | --------- | -------------------- | ----- |
| Zee News                        | 1999               | Hindi    | News      | SD                   |       |
| Zee Hindustan                   | 2017               | Hindi    | News      | SD                   |       |
| Zee Business                    | 2005               | Hindi    | News      | SD                   |       |
| Zee 24 Ghanta                   | 2007               | Bengalí  | News      | SD                   |       |
| Zee Kannada                     | 2006               | Canarés  | News      | SD                   |       |
| WION                            | 2016               | Inglés   | News      | SD                   |       |
| Zee 24 Taas                     | 2007               | Marati   | News      | SD                   |       |
| Zee 24 Kalak                    | 2017               | Guyaratí | News      | SD                   |       |
| Zee Rajasthan                   | 2013               | Hindi    | News      | SD                   |       |
| Zee Uttar Pradesh Uttarakhand   | 2017               | Hindi    | News      | SD                   |       |
| Zee Madhya Pradesh Chhattisgarh | 2017               | Hindi    | News      | SD                   |       |
| Zee Punjab Haryana Himachal     | 2013               | Hindi    | News      | SD                   |       |
| Zee Bihar Jharkhand             | 2017               | Hindi    | News      | SD                   |       |
| Zee Salaam                      | 2010               | Urdu     | News      | SD                   |       |

#### Canales desaparecidos/antiguos
| Canal          | Idioma | Categoría | Disponibilidad SD/HD | Notas |
| -------------- | ------ | --------- | -------------------- | ----- |
| Zee 24 Gantalu | Télugu | Noticias  | SD                   |       |
| Zee Odisha     | Oriya  | Noticias  | SD                   |       |

### Siti Networks (participación del 6,1%)
Siti Networks Limited (abreviado como SNL; anteriormente Wire & Wireless India Limited; alternativamente Siti Cable) es el operador multisistema de Essel Group. Proporciona servicios de distribución de cable para consumo doméstico. Establecida en 1994 como una subsidiaria de Zee Telefilms Ltd (más tarde rebautizada como Zee Entertainment Enterprises), se fundó como una empresa independiente del Essel Group tras la escisión de Zee Telefilms en 2006.
En octubre de 2021, se informó que a los promotores les queda solo el 6,1% de participación en Siti Networks.

### Dish TV (participación del 4,04%)
DishTV India Limited (abreviado como DTIL, estilizado como Dishtv) es una empresa proveedora de televisión directa al hogar que brinda servicio DTH a través de múltiples marcas como Dish TV, d2h y Zing Digital. Dish TV se lanzó el 2 de octubre de 2003 como proveedor de DTH de Essel Group y se fusionó con Videocon D2H el 22 de marzo de 2018. Essel Group mantiene una participación del 55% en la empresa mientras que Videocon Group mantiene una participación del 45%. Se convirtió en el mayor proveedor de DTH de la India después de la fusión. La compañía también está asociada con MX Player, propiedad de The Times Group, para servicios de streaming.
En mayo de 2021, se informó que la participación de los promotores en Dish TV había caído a solo el 5,67% y Yes Bank se había convertido en el mayor propietario de acciones de Dish TV. La participación volvió a caer hasta el 4,04% en 2023.